# Bashiru Gambo
Bashiru Gambo (Kumasi, 1978. szeptember 24. –) válogatott ghánai labdarúgó, csatár.

## Pályafutása
1992 és 2002 között a német Borussia Dortmund második, 1997 és 2000 között az első csapatában játszott. 2002–03-ban az SSV Reutlingen, 2003–04-ben a Karlsruher SC, 2004–05-ben a marokkói Vidad Casablanca, 2005–06-ban a német Stuttgarter Kickers 2009–10-ben a Erzgebirge Aue, 2011-ben a Jahn Regensburg, 2011–12-ben a VfR Mannheim labdarúgója volt.
2000 és 2003 között négy alkalommal szerepelt a ghánai válogatottban.